# Spin-off (bedrijf)
Een spin-off is een bedrijf dat is ontstaan uit een ander (groter) bedrijf, of uit een onderzoeksinstelling zoals een universiteit.
Een spin-off ontstaan uit een ander bedrijf wordt soms ook spin-out genoemd. Vaak is het succes van een spin-off uit een ander bedrijf afhankelijk van het succes van het moederbedrijf: als het moederbedrijf het goed doet, doet een spin-off het vaak ook goed. Dit heeft onder andere te maken met de kennisoverdracht van onbewuste kennis vanuit het moederbedrijf.
Spin-offs ontstaan uit onderzoeksinstellingen zijn nieuwe innovatieve ondernemingen die direct voortvloeien uit wetenschappelijk onderzoek. Het innovatieve karakter kan in verschillende aspecten zitten: een nieuwe technologie, een nieuw materiaal, een nieuwe toepassing of misschien ook een combinatie van meerdere. Soms wordt deze innovatie in een octrooi vastgelegd.
Voorbeelden zijn de vele elektronicagerelateerde bedrijven rondom Philips in Eindhoven. Het MESA+ Instituut voor Nanotechnologie aan de Universiteit Twente leverde meer dan 35 spin-offs. Voorbeelden van spin-offs van een Vlaamse universiteit zijn de Vlaamse technologiebedrijven Option en Metris en het e-Learningbedrijf EPYC, alle drie spin-offs van de Katholieke Universiteit Leuven en Gatewing, Plant Genetic Systems en Sigasi van de Universiteit Gent. Ook Google is ontstaan als een spin-off, namelijk vanuit de Amerikaanse Stanford-universiteit.